# Alsou

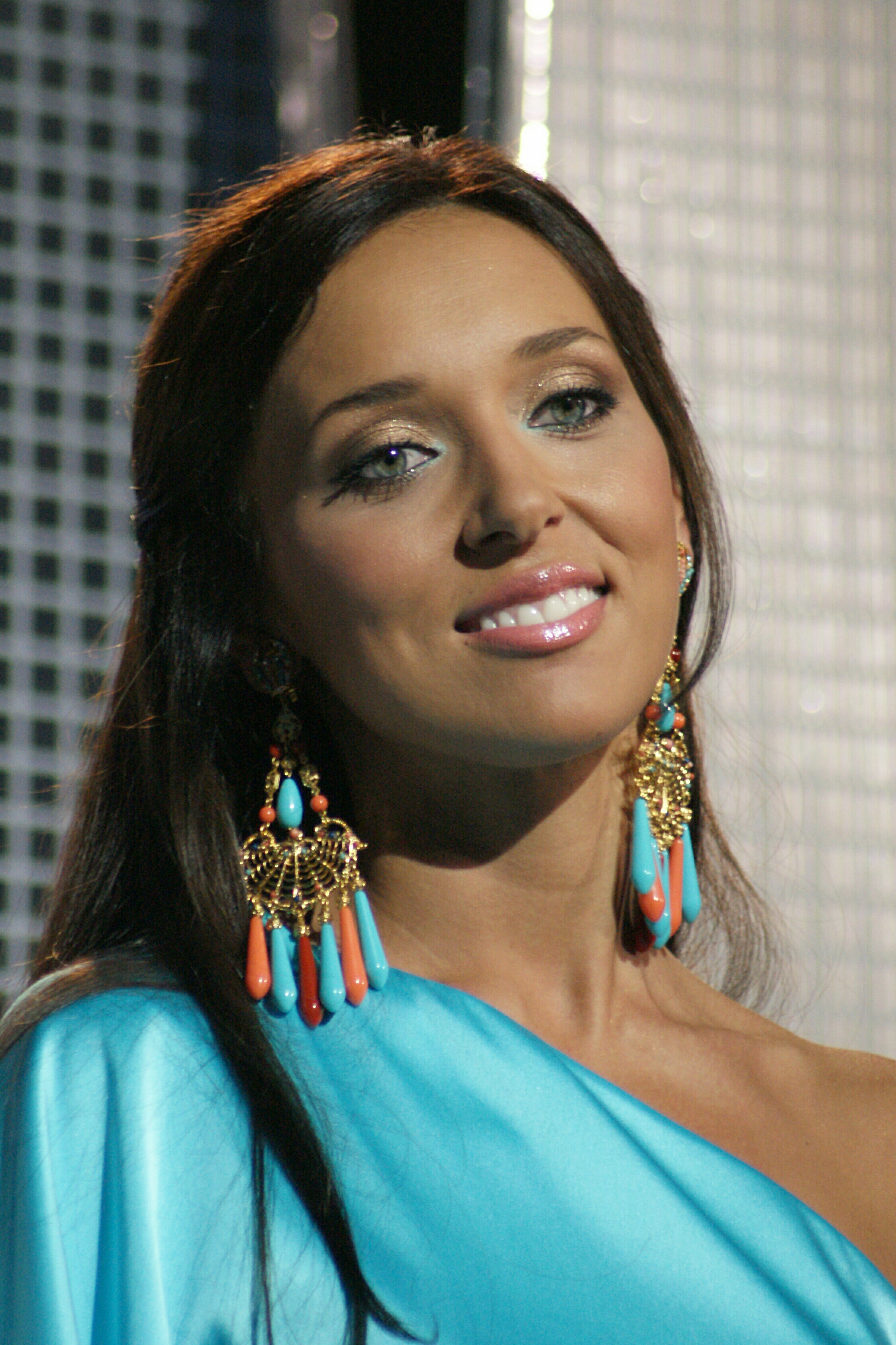
Alsou (2009)

Alsu Ralifowna Abramowa (tatarisch Алсу Ралиф кызы Абрамова, russisch Алсу Ралифовна Абрамова; * 27. Juni 1983 als Alsu Ralifowna Safina in Bugulma, Tatarische ASSR, RSFSR), bekannt als Alsou, ist eine russische Sängerin und Schauspielerin baschkirisch-tatarischer Abstammung. Seit 2002 besitzt sie auch die britische Staatsbürgerschaft. Ihr Name bedeutet „Rosenwasser“.

## Leben
Alsou ist die Tochter von Ralif Safin (Vorstandsmitglied von Lukoil), einem Baschkiren, und der Tatarin Rasija Safina, hat zwei Brüder und lebte ab ihrem zwölften Lebensjahr in London, wo sie Kunst und Französisch studiert hat.
Auf der Hochzeit ihres Bruders Marat wurde sie durch ihren späteren Produzenten Waleri Belozorwski als Sängerin entdeckt. Ihre erste, 1999 erschienene Single Zimnii Son („Wintertraum“) machte sie in ihrer Heimat bekannt. Weltweit trat sie unter anderem in der Mongolei vor 86.000 Fans, in Deutschland und bei den World Music Awards auf. Dem europäischen Publikum wurde sie durch den Song Solo bekannt, den sie beim Eurovision Song Contest 2000 vorstellte und damit den zweiten Platz für Russland belegte. Im Jahr 2001 veröffentlichte sie den Song Before You Love Me, der in den britischen Charts Platz 27 erreichte. Im selben Jahr erschien ihr erstes englisches Album mit dem Titel Alsou.
Alsou wurde mit dem World Music Award als „Best Selling Russian Act 2001“ und mit dem MTV Europe Music Awards als „Best Russian Act 2001“ ausgezeichnet. Ihr 2002 veröffentlichtes Album 19 wurde über eine halbe Million Mal verkauft. 2005 ging Alsou auf eine Tournee mit Westlife. Sie sang Duette mit international und national bekannten Sängern wie Sergei Lasarew, Waleri Schotajewitsch Meladse, Arkadij Ukupnik, Dima Bilan, Filipp Kirkorow, Iossif Kobson, Lew Leschtschenko, Enrique Iglesias, dem Rapper Nelly, Les Paul, Karl Frierson von der Band DePhazz, Al Bano, Ricchi e Poveri und Patricia Kaas. Im Horrorfilm Spirit Trap aus dem Jahr 2005 debütierte sie als Schauspielerin.
Ab 1999 war Alsou auf Titelseiten der Zeitschriften Cosmopolitan, Glamour, FHM, Maxim, Elle, InStyle und Bravo abgebildet. Im Jahr 2010 erhielt Alsou die Auszeichnung „Volkskünstlerin Tatarstans“ (Narodnaja Artistka Respubliki Tatarstan) für die Verbreitung der tatarischen Sprache und Kultur.
Sie moderierte mit Iwan Urgant das Finale des Eurovision Song Contest 2009 in Moskau. 2013 bildete sie zusammen mit Dima Bilan, Filipp Bedrossowitsch Kirkorow und Julija Stanislawowna Sawitschewa die russische Jury für den Eurovision Song Contest. Im selben Jahr wurde das Video zur Single Нет тебя дороже („Nichts ist so wichtig wie du“) veröffentlicht. Der Song wurde geschrieben und produziert von Dmitrij Klimaschenko und erreichte Platz 6 der Goldenen Grammophon Charts im russischen Radio. Im Oktober wurde Alsous Single Останься („Bleibe“) vorgestellt, Videopremiere war im November. 2014 wurde das Video zur Single Дочь отца („Vaters Tochter“) veröffentlicht und es fand die Videopremiere zum Song Счастье ты мое („Du bist mein Glück“) statt, der zum Soundtrack des Films Дневник мамы первоклассника („Tagebuch von der Mutter eines Erstklässlers“) gehört.
Seit 2013 ist Alsou eine von drei Moderatoren der Fernsehshow Субботний вечер („Samstags Abend“), die im russischen Fernsehen auf Rossija 1 ausgestrahlt wird.
Seit dem 18. März 2006 ist Alsou mit Jan Abramow verheiratet. Das Paar hat zwei Töchter und einen Sohn und lebt in Moskau. 2007 wurde sie Mitglied der Partei Einiges Russland.
2019 gewann ihre Tochter Mikella die russische Ausgabe von The Voice Kids. Da das Voting angezweifelt wurde, hat der Sender eine unabhängige Prüfung angeordnet.

## Diskografie

### Alben
- 1999: Alsu (Alsou, russisch)
- 2001: Alsu (Alsou, russisch, mit zwei neuen Titeln)
- 2001: Alsou (englisch)
- 2001: Mne prisnilas osen (Ich träumte von Herbst, russisch)
- 2003: 19 (russisch), auch als limited edition (drei Remixe)
- 2008: Samoe Glavnoe (Das Wichtigste, russisch)
- 2008: Rodnaja rech, Туган Тел (Muttersprache, tatarisch)
- 2012: Feja dobryx snov (Die Fee der guten Träume, russische Wiegenlieder)
- 2013: Inspired (englisch)
- 2014: Ты – это свет (Du bist das Licht, russisch, ein englischer Titel I Want Tonight)[18]
- 2015: Письма, пришедшие с войны (Briefe aus dem Krieg, russisch)
- 2020: Я хочу одеться в белое (Ich möchte weiß anziehen, russisch, ein englischer Titel Love u back)

### Kompilationen
- 2020: Greatest Hits (mit neuen russischen Songs)

### Singles
- 1999: Zimnij son (Wintertraum), Vesna (Frühling), Inogda (Manchmal)
- 2000: Solo
- 2000: You're my number one (feat. Enrique Iglesias)
- 2001: Run right out of time
- 2001: He loves me
- 2001: Osen (Herbst)
- 2001: Before you love me
- 2002: Vsjo ravno (Alles egal), Letjaschaja nad oblakami (Fliegende über den Wolken), Vchera (Gestern)
- 2003: Always on my mind
- 2003: Etkei (Vater, tatarisch), Mechty (Träume), Pervyi raz (Erstes Mal), Всё Равно
- 2004: Everybody
- 2005: Nebo (Tam gde rozhdaetsja svet) (Himmel – Da, wo das Licht entsteht), Уфа юкэлэре (Уфимские липы)/Ufas Lindenbaum (tatarisch), How High The Moon (mit Les Paul)
- 2006: Samoe Glavnoe (Das Wichtigste)
- 2007: A u moei lubvi (Meine Liebe hat …)
- 2008: Sandugasch (Nachtigall, tatarisch)
- 2009: Pervyi chas janvarja (Die erste Stunde im Januar)
- 2010: Spi mojo solnyschko (Schlaf mein Sonnenschein) (feat. Tatjana Bulanowa, Irina Dubzowa und Jasmin), Ja tebja ne pridumala (Ich habe dich nicht erfunden)
- 2011: Tam gde ja (Dort wo ich bin), Time to say good-bye (feat. Dima Bilan)
- 2012: Oly julnyn tuzany/Олы юлнын тузаны/Пыль большой дороги (Der Staub einer großen Straße, tatarisch), Спи, Моя Радость, Усни, Колыбельная Медведицы, Спят Усталые Игрушки
- 2013: Нет тебя дороже (Nichts ist so wichtig wie du), Останься (Bleibe), Маленькое облачко (Kleine Wolke)
- 2014: Дочь отца (Vaters Tochter), Счастье ты мое (Du bist mein Glück), Ввысь (Nach oben), Любовь (Liebe) (feat. Noel)
- 2015: Твой сон (Dein Traum), Разлюбить Не В Силах (Kann nicht aufhören dich zu lieben), Там где нет тебя (Dort wo du nicht bist)
- 2021: Разные (Anders), (feat. Emin)

### Videoalben
- 2001: Rozhdenie sverxnowoi (Geburt des Stars, Ihr Weg nach oben)
- 2002: Letjaschaja nad oblakami Live-Konzert (Fliegende über die Wolken)
- 2008: zum Album Самое главное
- 2008: zum Album Родная речь, Туган Тел

## Filmografie
- 2005: Die Geisterfalle (Spirit Trap)
- 2008: Vivat, Anna! (russisch)

## Bücher
- 2002: Vmeste i nawsegda (Zusammen und für immer)

## Auszeichnungen
- 1999 bis 2015: Песня года (Lied des Jahres)[19][20][21]
- 2000, 2002, 2003, 2011, 2015[22]: Золотой граммофон (Goldenes Grammophon) für Inogda (Manchmal), Vsjo Ravno (Egal), Vchera (Gestern) und Ja tebja ne pridumala (Ich habe dich nicht erfunden), Inogda (Manchmal) (Beste Songs aus 25 Jahren)
- 2000: Ehrenbürgerin der Stadt Bugulma (Tatarstan)
- 2000: Zasluzhenaja Artistka Tatarstana (Verdienter Künstler von Tatarstan)
- 2001: World Music Award Best Selling Russian Act
- 2001: European Music Award Best Russian Act
- 2003: Muz Tv Award Beste Sängerin
- 2005: Muz Tv Award Bestes Video für „Always on my mind“, Regie: Joseph Khan
- 2005: Goldene Biene Beste Sängerin
- 2009: Hello Russland Best Style 2009 Platz 1
- 2010: Песня года 2010 (Lied des Jahres) Sängerin des Jahres
- 2011: Artist of the World der UNESCO[23]
- 2011: Алтын барс (Золотой Барс, Goldener Leopard) Sonderehrung für Verbreitung der tatarischen Lieder[24]
- 2014: Hello magazine Russia Award Bestes Paar, Alsou und Jan Abramow[25]